# Ankkarock
Ankkarock var en finländsk rock- och metalfestival som anordnas årligen i Korso, Vanda. Första årgången var 1989 och fram till 1998 var inträdet gratis. Ursprungligen brukade festivalen hållas i juni, men under de senare åren hade den hållits i början av augusti. The Rasmus var en av de artister som nästan alltid brukade spela på festivalen.